# Routine (Programmierung)
Eine Routine ist, im Kontext der Programmierung, eine Folge von Anweisungen zur Ausführung einer bestimmten Teilaufgabe eines Computerprogramms. Der Begriff wird auch oft im Sinn der modularen Programmierung verwendet, wobei die Routine zum Aufruf als Unter-/Subroutine vorgesehen ist; siehe Unterprogramm.
Der Ausdruck wurde in der deutschen Sprache unmittelbar aus dem Englischen übernommen. In der Praxis entspricht der englische Begriff Routine oft dem deutschen Begriff Programm:
- service routine = Dienstprogramm
- check routine = Prüfprogramm
- loading routine = Ladeprogramm
- utility routine = Dienstprogramm

Immer häufiger wird dabei auch im Deutschen Programm von Routine abgelöst, zum Beispiel Interruptprogramm / Interruptroutine, Unterprogramm / Unterroutine / Subroutine. In dieser Bedeutung sind Routine und Programm Synonyme.